# Assemblea nazionale (Mauritius)
L'Assemblea Nazionale di Mauritius (in inglese National Assembly of Mauritius, in francese Assemblée Nationale du Mauritius ed in creolo mauriziano Lasanble Nasyonal Moris) è il parlamento monocamerale della Repubblica di Mauritius.

## Composizione e poteri
Il Parlamento di Mauritius è composto da un massimo di 70 deputati, aventi mandato quinquennale, di cui 62 eletti in 21 circoscrizioni (di cui 20 eleggono 3 rappresentanti ed una ne elegge 2) e fino ad 8 eletti fra i migliori non-eletti. Essi rappresentano il popolo e compongono il potere legislativo del paese, esercitato appunto dall’Assemblea, la quale ha, oltre al compito di legiferare, quello di nominare il Presidente e il Primo Ministro e di redigere il bilancio statale.